# Schloss Forchtenau

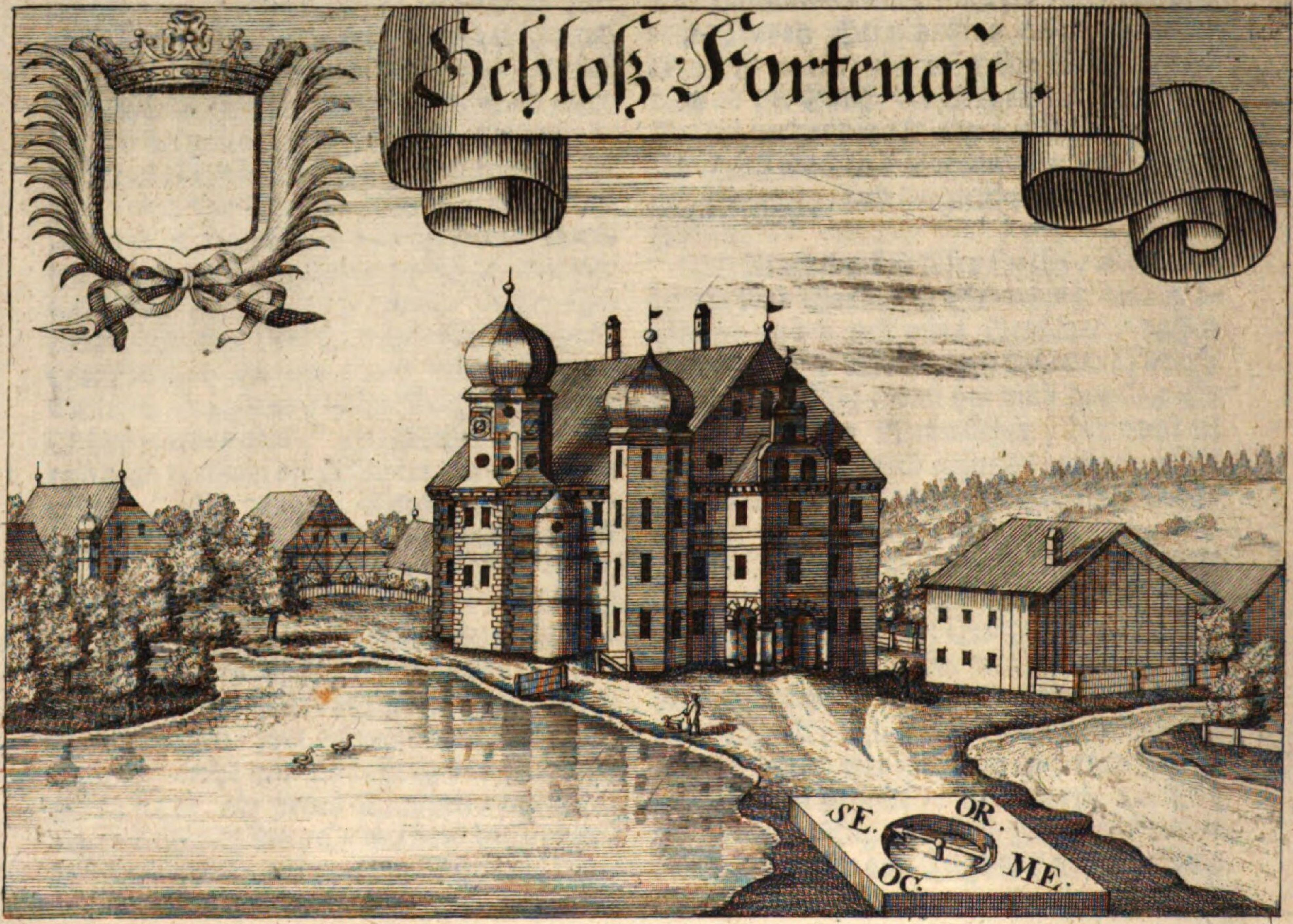
Schloss Forchtenau auf einem Stich von Michael Wening in der Historico-Topographica Descriptio 1721

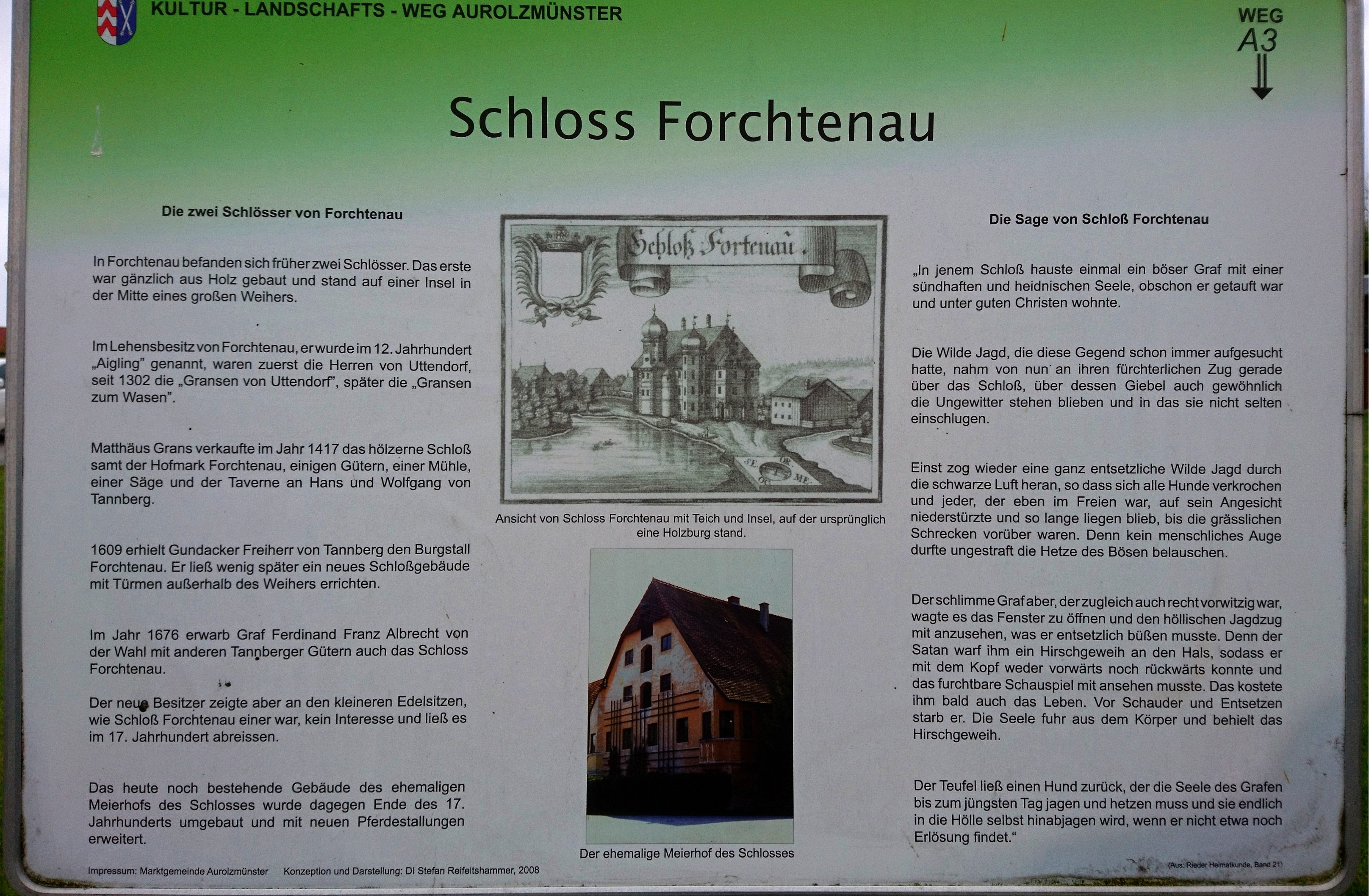
Forchtenau: Informationstafel zum Schloss

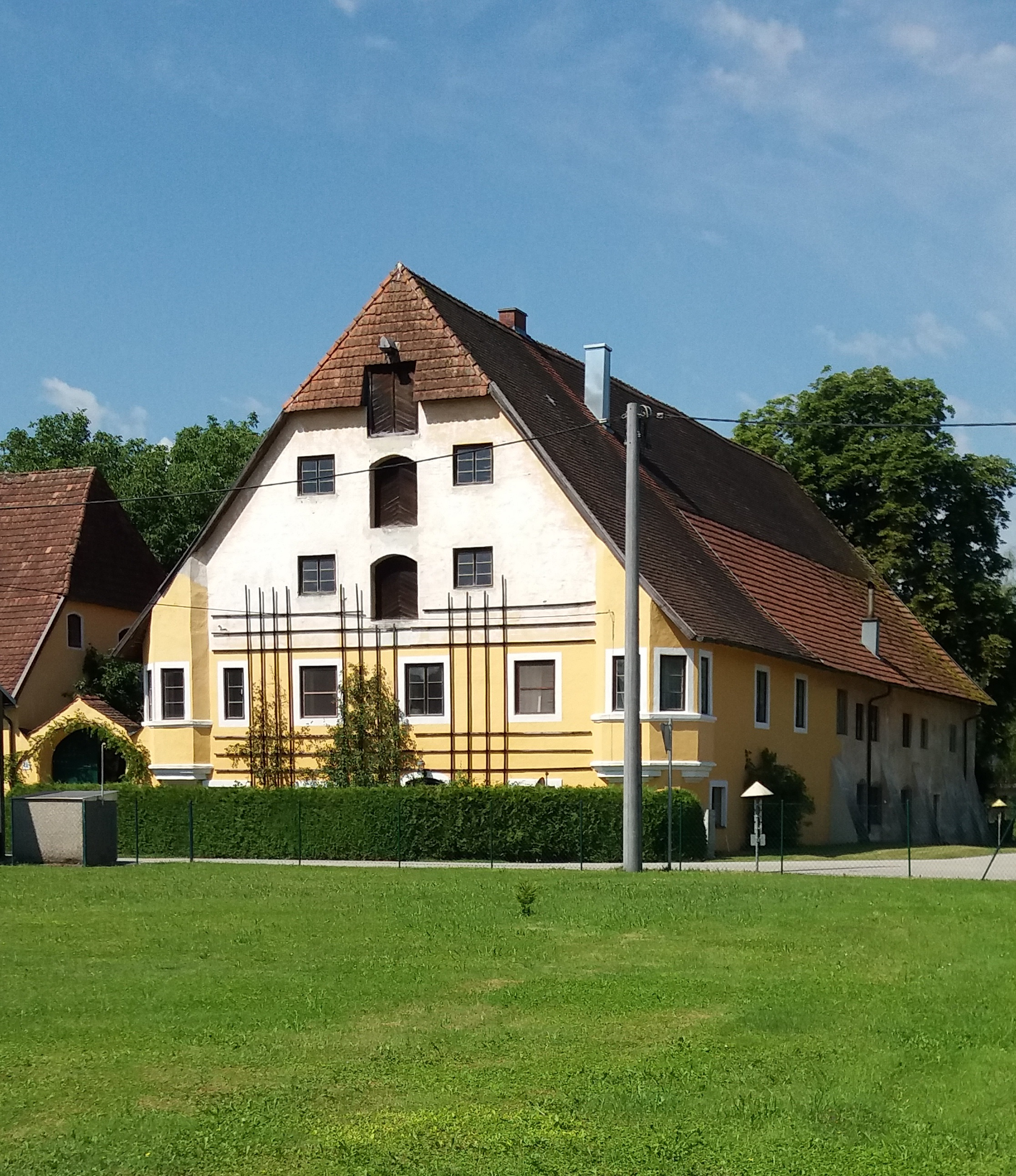
Forchtenau: Hauptgebäude des ehemaligen Meierhofs des Schlosses

Das ehemalige Schloss Forchtenau lag in der Ortschaft Forchtenau der Marktgemeinde Aurolzmünster im Bezirk Ried im Innkreis in Oberösterreich.

## Geschichte
In der Ortschaft Forchtenau befand sich der 1150 erstmals genannte Sitz Aygling. Dieses Gebäude war zu Beginn des 15. Jahrhunderts verlassen und der damalige Lehensinhaber Georg Ahaimer zum Newnhauws (Gorg von Aham zu Neuhaus) erhielt mit dem 19. März 1404 von Herzog Heinrich von Bayern die Erlaubnis den purkstal zu Ayling zu pawn, d. h. wieder aufzubauen. 
1417 werden die Tannberger auf Schloss Aurolzmünster als Besitzer von Forchtenau genannt, wobei für den Ort nun der Name Vorichtenaw in Gebrauch ist. Wann der Sitz Forchtenau abgetragen und ein repräsentativeres Schloss errichtet wurde, ist nicht bekannt. 1514 nennt der als Besitzer ausgewiesene Moritz von Tannberg Vorichtenaw als den Ort seines Schlosses.
Im Jahr 1676 erwarb Graf Ferdinand Franz Albrecht von der Wahl den Besitz der Tannberger in Forchtenau und Aurolzmünster, 1721 wurde das Schloss Forchtenau von Michael Wening in seinem Hauptwerk Historico-Topographica Descriptio abgebildet. 1750 wurde Forchtenau abgetragen. Unklar ist, ob ein Brand Anlass für den Abriss war. Benedikt Pillwein schreibt 1832 über die Ortschaft Forchtenau: "Jetzt ist außer dem herrschaftlichen Meyerhause mit schönen Pferdestallungen von 1706 keine Spur mehr vom Schlosse vorhanden."
Der frühere Meierhof (Hausnummer 41) ist bis heute erhalten geblieben. Seine Bauformen ähneln stark jenen von Schloss Hackledt, das von Forchtenau rund neun Kilometer entfernt ist.

## Umgebung

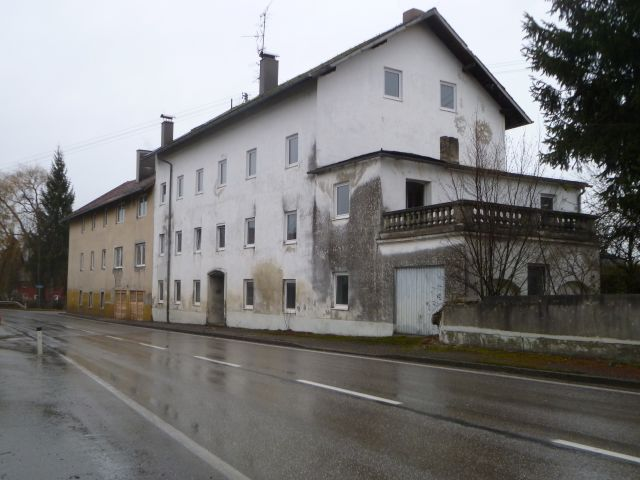
Zwoamühl in Forchtenau

Um Schloss Forchtenau rankt sich eine Sage zur Wilden Jagd, die auf einer Informationstafel am ehemaligen Standort des Schlosses nachzulesen ist.
Zwischen dem Schloss Forchtenau und dem etwa einen Kilometer entfernten Schloss Aurolzmünster erstreckte sich eine weitläufige Parkanlage. 
In der Ortschaft Forchtenau gab es 1912 zwei Mühlen, nämlich die ehemalige Schlossmühle im Besitz des Grafen Arco-Valley sowie den Betrieb Zweimüller, im Volksmund die Zwoamühl genannt, wo neben der Kunstmühle auch ein Getreidehandel betrieben wurde.